# Ignaz Alberti

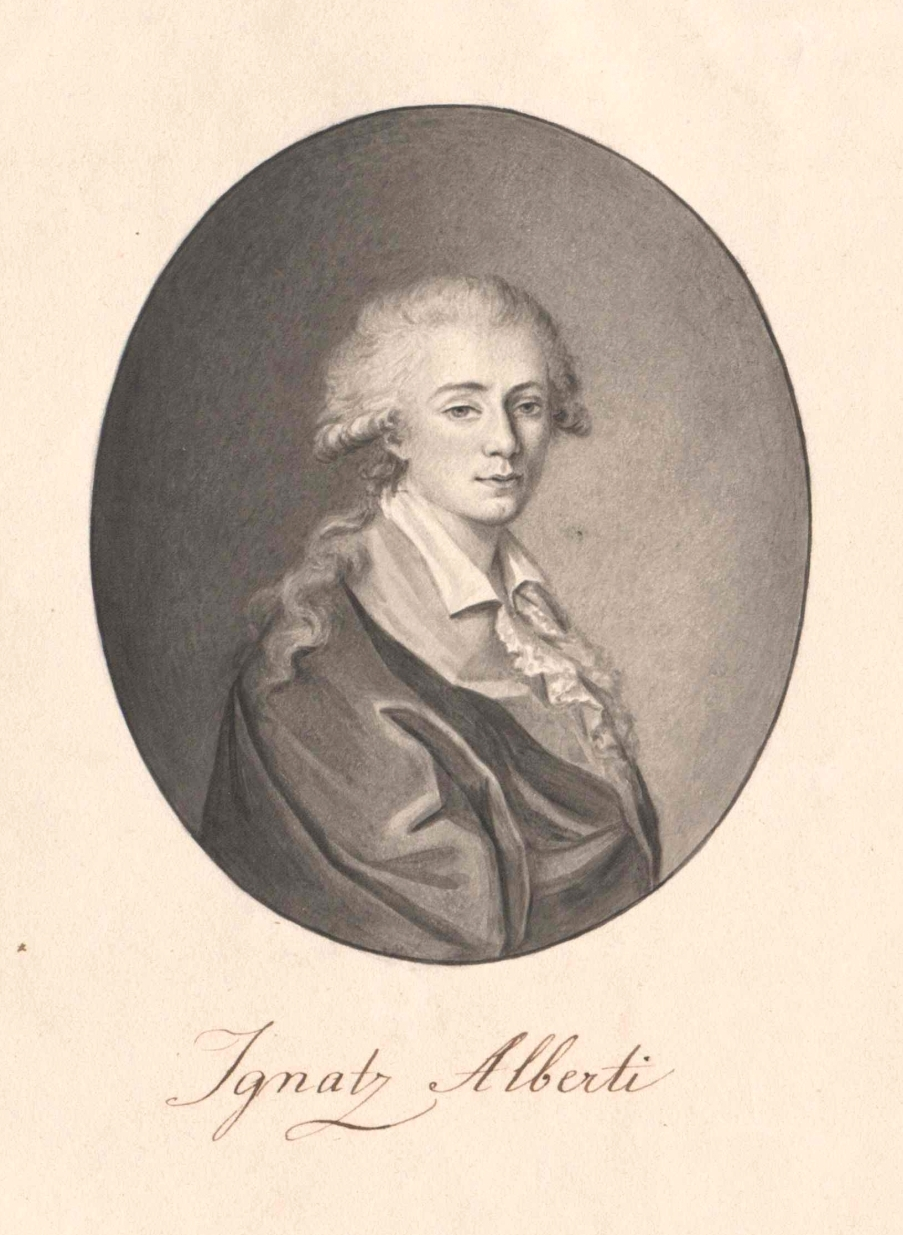
Ignatz Alberti

Ignaz Alberti (* 11. April 1760 in Wien; † 31. August 1794 ebenda) war ein österreichischer Zeichner, Kupferstecher und Buchdrucker.

## Leben
Ignaz Alberti erhielt seine Ausbildung bei Jacob Matthias Schmutzer. Er gründete einen Verlag in Wien, der 1787 rund 20 Kupferstecher hatte, die kartografische und botanische Werke bearbeiteten. Alberti war wie Mozart Mitglied der Freimaurerloge Zur gekrönten Hoffnung und gestaltete das Frontispiz von dessen Zauberflöte mit vielen Freimaurersymbolen.
Nach dem Tod Albertis übernahm dessen Ehefrau Anna Newather (1761–1802) den Verlag. Sie gab 1796 ein Neues Testament heraus, das von der katholischen Kirche auf den Index gesetzt wurde.

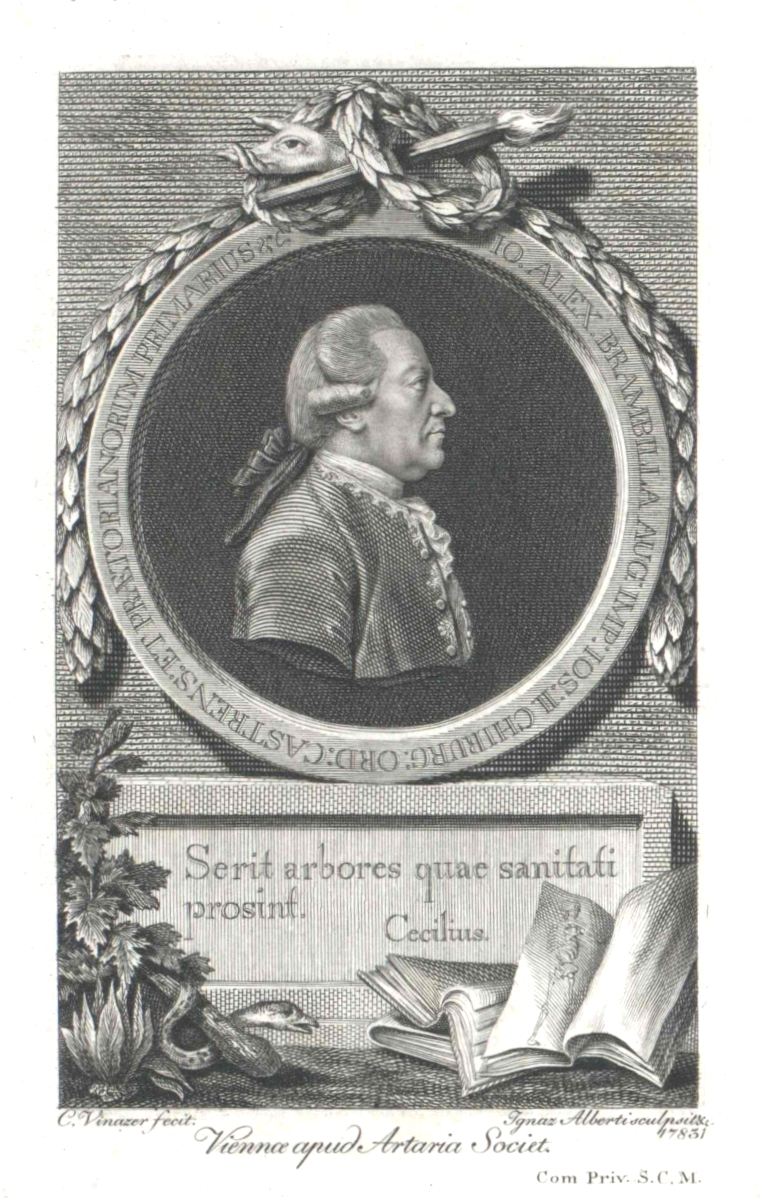
Johann Alexander Brambilla, Stich nach Christian Vinazer (1783)
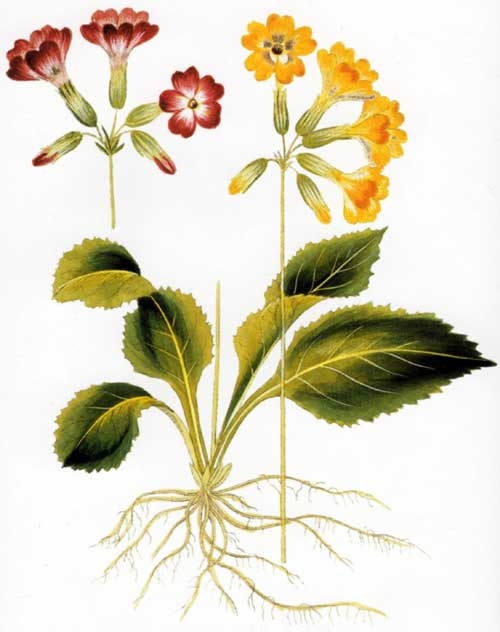
Hohe Schlüsselblume Icones Plantarum Medico-Oeconomico-Technologicarum
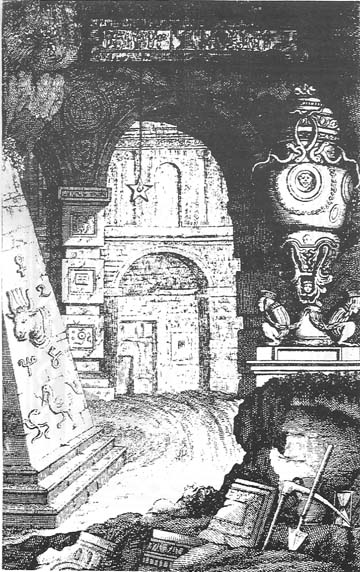
Frontispiz der Erstausgabe Die Zauberflöte (1791)
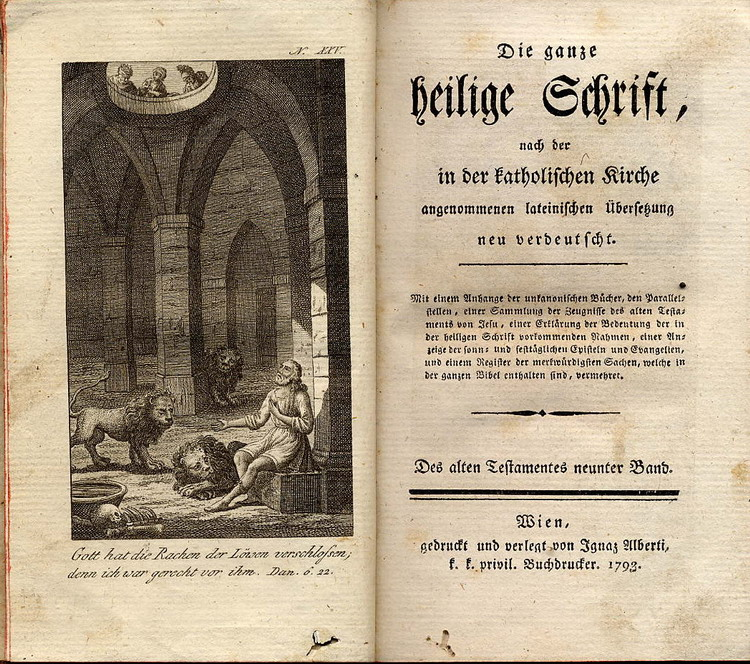
Das Alte Testament (1793)